# Amt Winsen (Luhe)

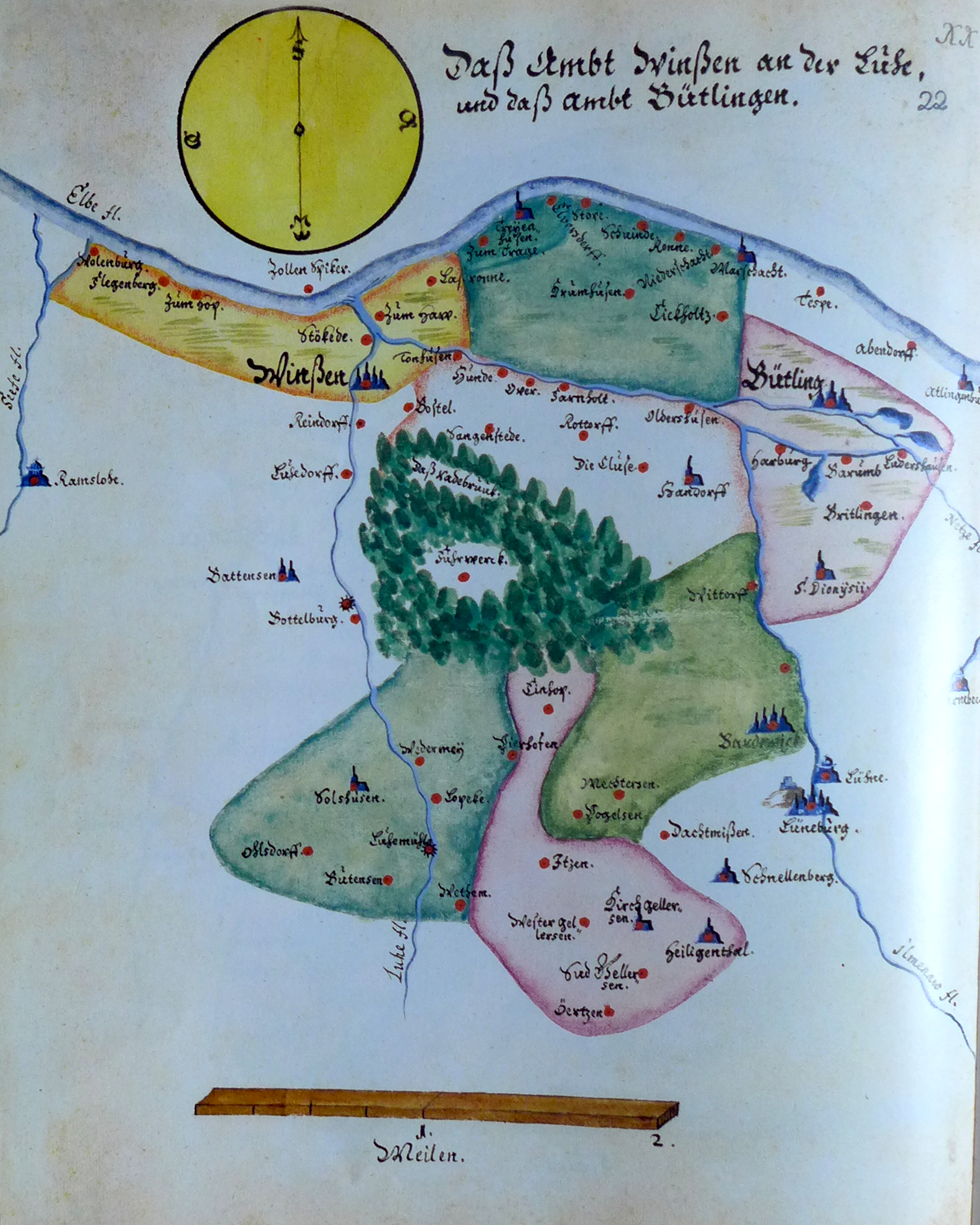
Amt Winsen (Luhe) um 1600

Das Amt Winsen (Luhe) war ein historisches Verwaltungsgebiet des Fürstentums Lüneburg, später des Königreichs Hannover bzw. der preußischen Provinz Hannover. Übergeordnete Verwaltungsebene war die Landdrostei Lüneburg, Amtssitz die Stadt Winsen (Luhe).

## Geschichte
Der Amtsbezirk geht auf die Ende des 12. Jahrhunderts errichtete Burg in Winsen (Luhe) und ihr Zubehör zurück. Die Burg Winsen war in der ersten Hälfte des 14. Jahrhunderts einer der Hauptstützpunkte der Lüneburger Herzöge und wurde nach der Zerstörung der Burg auf dem Lüneburger Kalkberg (1371) administratives Zentrum für den Nordwesten des Fürstentums Lüneburg. Zeitweilig wurde sie auch als Residenz und Witwensitz genutzt. Wegen des Umfangs des ihm unterstellten Sprengels wurde der Vogt zu Winsen als Großvogt bezeichnet (1474 erstmals belegt). Mit der Bildung der Ämter Harburg und Moisburg sowie der Klosterämter Lüneburg und Scharnebeck wurde der Zuständigkeitsbereich des Vogts Anfang des 16. Jahrhunderts verkleinert. Um 1798 bestand das Amt Winsen aus fünf Amtsvogteien (Bardowick, Pattensen, Garlstorf, Amelinghausen und Bienenbüttel), der Marschvogtei und der Vogtei Neuland.
Nach der französisch-westphälischen Herrschaft wurde das Amt wiederhergestellt, 1852 jedoch in die drei eigenständigen Ämter Winsen, Pattensen und Salzhausen aufgeteilt. Die Stadt Winsen (Luhe) wurde amtsfrei. Die Vogtei Bardowick wurde auf die Ämter Lüne und Artlenburg aufgeteilt. 1859 wurden die drei Ämter Winsen, Pattensen und Salzhausen (ohne die Stadt Winsen) wieder vereinigt, wobei ein Teil des Amts Salzhausen an das Amt Lüne fiel, das Gut Holm zum Amt Tostedt. 1885 wurde das Amt Winsen mit der Stadt Winsen (Luhe) zum Kreis Winsen vereinigt.

## Gemeinden
Bei seiner Aufhebung (1885) gehörten dem Amt folgende Gemeinden an:
| - Achterdeich - Asendorf (**) - Ashausen (*) - Bahlburg (*) - Borstel (*) - Brackel (*) - Döhle (**) - Drage - Drennhausen - Egestorf (**) - Eichholz - Elbstorf - Evendorf (**) - Eyendorf (**) - Fahrenholz - Fliegenberg - Garlstorf (**) - Garstedt (*) - Gehrden | - Gödenstorf (**) - Handorf (*) - Hanstedt (**) - Holtorf (*) - Hoopte - Horst (*) - Hunden - Kirchwerder - Krümse - Laßrönne - Lübberstedt (**) - Luhdorf (*) - Luhmühlen (**) - Marxen (*) - Maschen (*) - Mover - Niedermarschacht - Nindorf am Walde (**) - Oelstorf (**) | - Ohlendorf (*) - Oldershausen - Ollensen (**) - Pattensen (*) - Putensen (**) - Quarrendorf (*) - Radbruch (*) - Ramelsloh (*) - Raven (**) - Rönne - Rolfsen (**) - Rosenweide - Rottorf (*) - Roydorf (*) - Sahrendorf (**) - Salzhausen (**) - Sangenstedt (*) - Schätzendorf (**) | - Scharmbeck (*) - Schierhorn (**) - Schwinde - Soderstorf (**) - Stelle (*) - Stöckte - Stove - Tangendorf (*) - Thieshope (*) - Tönnhausen - Toppenstedt (**) - Undeloh (**) - Vierhöfen (**) - Wehlen (**) - Wetzen (**) - Wittorf (*) - Wuhlenburg - Wulfsen (*) |

(*) aus dem Amt Pattensen; (**) aus dem Amt Salzhausen

## Amtmänner
- 1818–1830: Detlev Barthold von Schrader, Landdrost
- 1831–1845: Christian Eberhard Flügge, Amtmann
- 1846–1857: Wilhelm Friedemann Keferstein, Amtmann
- 1858–1867: Ludwig Theodor von der Osten, Kamerrat
- 1868–1890: Ernst Schulze, Amtmann, 1885–1890 Landrat des Kreises Winsen